# Весековце
Весековце (алб. Vesekoci) је насеље у општини Вучитрн на Косову и Метохији. Након 1999. године село је познато и као Кодарфламур (алб. Kodërflamur). Према попису становништва на Косову 2011. године, село је имало 40 становника, већину становништва чине Албанци. Село је на падини Копаоника, на развођу Слаковачке и Качандолске Реке, између Букоглаве (1217 м) на северозападу и коте 1284 на југоистоку. Сеоске куће су на надморској висини око 1200 м.

## Географија
Весековце је планинског брдовито село, разбијеног типа, са листопадном шумом, ливадама и пашњацима, погодује сточарству. Ораница мало има на којима успевају само пролећне беле житарице. Смештено је на падини огранка Копаоника, удаљено од Вучитрна 21 км. Село се дели на махалу Пардуса и махалу Мерлинаца, чији су називи по родовима у њима. Удаљење између најближих кућа једне и друге махале износи више од 1 км.

## Историја
До ослобођења Топлице (1878) у селу су живели Срби као чифчије у Махмудбегових из Вучитрна. Куће су им биле у садашњој махали Мерлинаца, а појате у садашњој махали Пардуса. 1878, по свршетку рата, они су се иселили у Топлицу (у Точане и Ново Село), а на њихова су места дошли Албанци мухаџири из Топлице. У овом селу постоје три стара гробишта, која се убрајају у српска, поред једног новијех насталог исељавањем Срба из овога села у Топлици. Сада у овом селу живи само албанско становништву.

## Порекло становништва по родовима
Родови:
- Пардузи (6 кућа), од племена (фиса) Климената.[3]
- Мерлинц (9 кућа), од племена (фиса) Гаша и – Потржан (1 кућа.), од племена (фиса) Шаље. Доселили се 1878. као мухаџири из топличких села Пардуса, Мерлинца и Потржана.

Албанци рода Пардуса знају да су у Топлицу прешли из Ругова. Појасеви у 1935. од исељења из Ругова били су: Синан, Бајрам, Алија, Јашар. Овај Јашар је из Ругова прешао у Лаб, а из Лаба у Топлицу, где је „купио” Пардус.

## Демографија
| Година       | 1948 | 1953 | 1961 | 1971 | 1981 | 1991 | 2011 |
| ------------ | ---- | ---- | ---- | ---- | ---- | ---- | ---- |
| Становништво | 149  | 166  | 172  | 178  | 160  | 159  | 40   |

|  |

## Становништво
Ослобођењем Топлице 1878. године и одласком српског становништва у Топлицу, престао је живот Срба у овом селу. Албанци су одувек чинили већину у овом селу.
| Етнички састав према попису из 2011.‍ | Етнички састав према попису из 2011.‍ | Етнички састав према попису из 2011.‍ | Етнички састав према попису из 2011.‍ | Етнички састав према попису из 2011.‍ |
| ------------------------------------ | ------------------------------------ | ------------------------------------ | ------------------------------------ | ------------------------------------ |
|                                      |                                      |                                      |                                      |                                      |
| Албанци                              | Албанци                              |                                      | 40                                   | 100%                                 |
| Укупно: 40                           |                                      |                                      |                                      |                                      |